# Академия Амбрелла (1-й сезон)
Первый сезон супергеройского драмедийного интернет-телесериала «Академия Амбрелла», состоящий из 10 эпизодов, был выпущен на Netflix 15 февраля 2019 года. Сериал разработан Стивом Блэкманом и Джереми Слейтером на основе одноимённой серии комиксов, написанной Джерардом Уэем и проиллюстрированной Габриэлем Ба, которые также выступают исполнительными продюсерами. Сюжет первого сезона рассказывает об Академии (группе приёмных братьев и сестёр, обладающих сверхспособностями), члены которой воссоединяются после многих лет разлуки, чтобы раскрыть тайну смерти приёмного отца и остановить надвигающийся апокалипсис.
В главных ролях в первом сезоне снялись Эллиот Пейдж, Том Хоппер, Дэвид Кастанеда, Эмми Рэвер-Лэмпман, Роберт Шиэн, Эйдан Галлахер, Мэри Джей Блайдж, Кэмерон Бриттон, Джон Магаро, Адам Годли и Колм Фиори, а Шейла Маккарти, Джастин Х. Мин, Джордан Клэр Роббинс, Кейт Уолш и Эшли Мадекве исполнили второстепенные роли. Первый сезон получил положительные отзывы как от критиков, так и от зрителей.

## Актёры и персонажи

### В главных ролях
- Эллиот Пейдж[a] — Ваня Харгривз / Белая скрипка / Номер Семь
  - Т. Дж. Макгиббон — юная Ваня
- Том Хоппер — Лютер Харгривз / Космобой / Номер Один
  - Кэмерон Бродер[англ.] — юный Лютер
- Дэвид Кастанеда — Диего Харгривз / Кракен / Номер Два
  - Блейк Талабис — юный Диего
- Эмми Рэвер-Лэмпман[англ.] — Эллисон Харгривз / Слух / Номер Три
  - Иден Кьюпид — юная Эллисон
- Роберт Шиэн — Клаус Харгривз / Сеанс / Номер Четыре
  - Данте Альбидоне — юный Клаус
- Эйдан Галлахер — Пятый Харгривз / Пацан / Номер Пять
- Мэри Джей Блайдж — Ча-Ча
- Кэмерон Бриттон — Хейзел
- Джон Магаро — Леонард Пибоди / Харольд Дженкинс
- Адам Годли — Пого
- Колм Фиори — сэр Реджинальд Харгривз / Монокль

### Роли второго плана
- Шейла Маккарти — Агнес Рофа
- Джастин Х. Мин[англ.] — Бен Харгривз / Ужас / Номер Шесть
  - Итан Хван — юный Бен
- Джордан Клэр Роббинс[англ.] — Грейс Харгривз / Мама
- Кейт Уолш — Куратор
- Эшли Мадекве — детектив Юдора Пэтч
- Питер Аутербридж — Дирижёр
- Рейнбоу Сан Фрэнкс — детектив Чак Биман

### Заметные гости
- Кен Холл — Херб
- Патрис Гудман[англ.] — Дот

## Эпизоды
| № общий | Название                                                                                      | Режиссёр        | Автор сценария                     | Дата премьеры   |
| --- | --------------------------------------------------------------------------------------------- | --------------- | ---------------------------------- | --------------- |
| 1 | «Мы видимся только на свадьбах и похоронах» «We Only See Each Other At Weddings And Funerals» | Питер Хоар      | Джереми Слейтер                    | 15 февраля 2019 |
| В 1989 году одновременно рожают сорок три женщины, у которых до этого не было признаков беременности. Семь таких детей находит и усыновляет эксцентричный миллиардер Реджинальд Харгривз, который превращает их в команду супергероев. Спустя много лет его приёмные дети неохотно собираются в Академии «Амбрелла», чтобы похоронить отца. Лютер подозревает, что Харгривз был убит, так как пропал монокль, с которым он никогда не расставался. Внезапно из синего энергетического шара появляется Номер Пять, который пропал 15 лет назад. Он утверждает, что вернулся из будущего, в котором застрял на 45 лет, и теперь его сознанию 58 лет, а телу — по-прежнему 13. Братья и сёстры ссорятся, и Диего начинает драку с Лютером, который разбивает статую их покойного брата Бена. Позже Номер Пять сидит в кафе «Пончики у Гридди», когда туда входят несколько вооружённых людей и открывают по нему огонь. После убийства нападавших он извлекает из своей руки GPS-трекер. Кроме этого, выясняется, что монокль отца находится у Диего, а Клаус может общаться с призраком Бена. |                                                                                               |                 |                                    |                 |
| 2 | «Беги, мальчик, беги» «Run Boy Run»                                                           | Эндрю Бернстайн | Стив Блэкман                       | 15 февраля 2019 |
| Услышав о предстоящем конце света от своего брата, Ваня предполагает, что рассудок Номера Пять помутился из-за путешествий во времени, и что на самом деле Апокалипсиса не будет. Агенты Комиссии Ча-Ча и Хейзел прибывают в мотель и начинают выслеживать свою цель. Лютер выясняет, что в момент смерти их отца у Диего был боксёрский поединок, что снимает с него подозрения. Ваня знакомится с Леонардом, её новым учеником по игре на скрипке. Номер Пять с помощью Клауса пытается выяснить происхождение глазного протеза, который он обнаружил в будущем. Он знает, что его обладатель причастен к уничтожению мира. Однако выясняется, что в настоящем времени протез ещё не создан. Номер Пять посещает магазин одежды, чтобы увидеть «Делорес» — манекена, который был его компаньоном на протяжении тридцати лет. На мальчика нападают Ча-Ча и Хейзел. Бывшая подруга Диего, детектив Эйдора Пэтч, расследует массовое убийство в кафе, но единственный свидетель, водитель эвакуатора, уже допрошен и убит Хейзелом и Ча-Ча. Когда Эллисон смотрит старые записи с камер видеонаблюдения в Академии, она обнаруживает подозрительное видео. |                                                                                               |                 |                                    |                 |
| 3 | «Слишком заурядная» «Extra Ordinary»                                                          | Эндрю Бернстайн | Бен Недиви и Мэтт Вулперт          | 15 февраля 2019 |
| Эллисон показывает Лютеру запись, на которой кажется, будто Грейс, их приёмная мать-робот, подаёт отцу отравленный чай. Они спрашивают её об этом инциденте, но она утверждает что ничего не помнит, заставляя их двоих сомневаться в её словах. Ваня упорно оттачивает своё мастерство игры на скрипке, и они с Леонардом узнают друг друга лучше. Номер Пять начинает наблюдение за изготовителем глазных протезов. Агнес, официантка кафе «Пончики у Гридди», рассказывает Хейзелу и Ча-Ча про татуировку Номера Пять, что приводит их к дому Академии. Когда Лютер и Элиссон собирают остальных, чтобы показать им видеозапись, Диего рассказывает, что забрал монокль у Грейс после похорон отца и выбросил его. У них возникает спор по поводу того, нужно ли выключить Маму, в это время в дом врываются Хейзел и Ча-Ча и нападают, но встретив сопротивление, сбегают, похитив Клауса. Диего со слезами на глазах отключает Маму, понимая, что она совсем не замечает драку в доме и проявляет другие неисправности. |                                                                                               |                 |                                    |                 |
| 4 | «Человек на Луне» «Man On The Moon»                                                           | Эллен Курас     | Лорен Шмидт Хиссрик                | 15 февраля 2019 |
| Во флэшбеке демонстрируется как семь лет назад Харгривз отправил Лютера на миссию, которая пошла не по плану. Чтобы спасти его жизнь, Реджинальд ввёл Лютеру сыворотку, которая превратила его наполовину в обезьяну. В настоящем времени Лютер и Эллисон находят деактивированную Грейс и полагают, что её отключили те, кто напали на дом накануне. Леонард и Ваня договариваются пообедать вместе. Тем временем Ча-Ча и Хейзел пытают Клауса, чтобы выведать информацию о Номере Пять. Он сдаётся, когда они начинают уничтожать его запасы наркотиков, а протрезвев, начинает видеть всех их многочисленных жертв. Номер Пять выслеживает и угрожает сотруднику Meritech, чтобы узнать больше информации о покупателе глазного протеза. Получив информацию, Ча-Ча и Хейзел уничтожают лабораторию Meritech до того, как Номер Пять успевает прийти туда. Диего и Лютер позже находят Номера Пять в библиотеке, пьяного и без сознания. Детектив Пэтч отправляется в мотель, чтобы выследить двух киллеров, она освобождает Клауса, но её убивает Ча-Ча. Клаус сбегает через вентиляцию с портфелем, открыв его, он перемещается во времени. |                                                                                               |                 |                                    |                 |
| 5 | «Номер Пять» «Number Five»                                                                    | Эллен Курас     | Боб де Лаурентис                   | 15 февраля 2019 |
| В воспоминаниях показывается жизнь Номера Пять в постапокалиптичном будущем. Однажды он встречается с Куратором, которая предлагает ему работу в организации, называемой Комиссией. Некоторое время он работает на них, являясь киллером, контролирующим ход истории, пока не находит способ вернуться в настоящее. Эллисон подозревает, что Леонард что-то скрывает и пытается выведать это, но Ваня не верит ей и сердится. Ваня перестаёт принимать таблетки, когда она проходит прослушивание на место первой скрипки в своём оркестре, внутри неё проявляется какая-то таинственная сила. Клаус уничтожает портфель после возвращения из путешествия во времени. Он воевал и потерял близкого человека во время войны во Вьетнаме, получив тяжёлые моральные травмы. Лютер и Номер Пять обманывают агентов, чтобы устроить встречу с Куратором, во время возврата фальшивого портфеля. Куратор предлагает Номеру Пять новую работу, он принимает её при условии, что вся его семья останется в живых. Ваня получает место первой скрипки и рассказывает об этом Леонарду, который подстроил всё без её ведома и убил прошлую скрипачку. Пого заново активирует Грейс и просит её хранить секрет от детей. |                                                                                               |                 |                                    |                 |
| 6 | «День, которого не было» «The Day That Wasn't»                                                | Стивен Сурджик  | Снеха Курс                         | 15 февраля 2019 |
| Во флэшбеке демонстрируется как с помощью прыжка во времени Клаус попал на войну во Вьетнаме, где влюбился в солдата по имени Дейв. Куратор доставляет Номера Пять в штаб-квартиру Комиссии. Лютер сообщает остальным, что Апокалипсис близко, но ему не удаётся вдохновить команду на борьбу с неизбежным. Разозлившись на то, что братья и сестра прогнали её, Ваня неосознанно вызывает ливень и гнёт несколько фонарных столбов с помощью вновь обретённой силы. Клаус просит Диего помочь ему протрезветь, потому что надеется пообщаться с призраком Дейва до наступления конца света. Лютер находит в кабинете отца спрятанные посылки с Луны, которые тот не открывал, и чувствует себя преданным из-за того, что его лунная миссия была бессмысленной. Диего с удивлением обнаруживает, что Грейс снова активирована. Лютер и Эллисон признаются друг другу в своих романтических чувствах. Номер Пять перехватывает приказ Комиссии защитить человека по имени Харольд Дженкинс, вместо этого он приказывает Ча-Ча ликвидировать Хейзела и наоборот. Ваня находит дневник своего отца в доме Леонарда и узнаёт, что отец знал о её силе и специально подавлял её. Номер Пять сбегает из штаба Комиссии, прихватив с собой портфель. Он прибывает в начало эпизода, изменяя ход времени, и ему удаётся сплотить остальных, чтобы остановить Апокалипсис. |                                                                                               |                 |                                    |                 |
| 7 | «День, который был» «The Day That Was»                                                        | Стивен Сурджик  | Бен Недиви и Мэтт Вулперт          | 15 февраля 2019 |
| В начале эпизода показывается, как в 1989 году Харольд Дженкинс родился в результате обычной беременности, но его мать умерла при родах. Харольд являлся большим поклонником Академии «Амбрелла» и верил, что он похож на них, но Реджинальд жёстко прогнал его, заявив, что в нём нет ничего особенного. Позже Харольд убил своего жестокого отца-алкоголика и был приговорён к 12 годам тюрьмы. Номер Пять рассказывает всем, что они должны найти Дженкинса и остановить таким образом Апокалипсис. Диего узнаёт, что он главный подозреваемый в убийстве Пэтч. Эллисон с помощью полицейского досье обнаруживает, что Харольд Дженкинс и Леонард — один и тот же человек. Диего, Лютер и Эллисон врываются в дом Леонарда, где находят своеобразный «жертвенный алтарь» Академии «Амбрелла». Лютер впадает в депрессию, узнав правду о своей миссии на Луне. Он отправляется на рейв-вечеринку, где напивается и принимает наркотики. Клаус следует за ним и случайно вырубается в небольшой потасовке. В видениях он разговаривает с отцом, который говорит, что Клаус не раскрыл весь потенциал своих способностей. Хейзел получает приказ убить Ча-Ча, но вместо этого просто выводит её из строя. Возле кафе на Леонарда и Ваню нападают трое бандитов, что провоцирует всплеск её силы. В результате двое нападавших умирают на месте. Леонарда успели сильно избить, он приходит в себя в больнице, но потерял правый глаз. Эллисон в одиночку отправляется на поиски Вани.                                                                  |                                                                                               |                 |                                    |                 |
| 8 | «До меня дошёл слух» «I Heard A Rumor»                                                        | Джереми Уэбб    | Лорен Шмидт Хиссрик и Снеха Курс   | 15 февраля 2019 |
| Не найдя Ваню, Эллисон сопровождает полицейского, расследующего нападение на Леонарда и Ваню, соврав ему, что готовится к роли и хочет перенять реальный опыт. Когда Ваня и Леонард покидают больницу, они узнают, что третий нападавший выжил. Эллисон вместе с офицером удаётся поговорить с ним, он рассказывает, что Леонард сам заплатил им, чтобы они устроили нападение. Хейзел сбегает вместе с Агнес, отправляясь в путешествие, которое она давно планировала. Прибыв на первую остановку, он оставляет её, обещая решить одну проблему и вернуться. Очнувшись, Ча-Ча отправляется в кафе «Пончики у Гридди», найдя там подсказку о том, куда направились Хейзел и Агнес. Ваня под руководством Леонарда продолжает тренировать свои способности в лесу, они только усиливаются, что пробуждает воспоминания о том, как её в детстве пытался тренировать Реджинальд. Поскольку он боялся, что её сила слишком велика, он изолировал её от остальных и начал лечить, чтобы стабилизировать её сознание. Эллисон, наконец, находит Ваню в доме бабушки Харольда и признаётся, что Реджинальд заставил её использовать свою способность, чтобы убедить Ваню, что она «обычная». Ваня в гневе набрасывается на сестру и перерезает ей горло с помощью своей силы, в это время приходит Леонард и увозит Ваню, оставляя Эллисон истекать кровью. |                                                                                               |                 |                                    |                 |
| 9 | «Перемены» «Changes»                                                                          | Джереми Уэбб    | Боб де Лаурентис и Эрик В. Филлипс | 15 февраля 2019 |
| Во флэшбеке маленькая Ваня использует свои силы, чтобы убить несколько нянь, прежде чем Реджинальд решает сконструировать Грейс. Леонард отвозит Ваню к себе домой, где она сгорает от чувства вины. Эллисон выживает благодаря своим братьям, вовремя подоспевшим на помощь, но теряет голос. Клаус почти готов снова сорваться и принять наркотики, что побуждает Бена ударить его по лицу. Клаус понимает, что благодаря его способностям, Бен смог установить физический контакт. Ваня находит дневник своего отца Реджинальда в квартире Леонарда. Осознав, что она стала жертвой манипуляций, Ваня приходит в ярость и убивает его. Лютер, Диего, Клаус и Номер Пять находят его тело, последний примеряет стеклянный глаз и понимает, что он идеально подходит. Хейзел приходит в дом Академии, предлагая свою добровольную помощь в борьбе с Апокалипсисом, но Номер Пять говорит, что дело уже сделано, так как Дженкинс мёртв. Хейзел также говорит, что Ча-Ча убила Пэтч и оставляет её оружие, которое поможет доказать невиновность Диего. Хейзел возвращается к Агнес и обнаруживает, что Ча-Ча взяла её в заложники. Их бой прерывает Куратор. Эллисон очнулась и рассказывает остальным о пробудившихся силах Вани, когда та приходит в дом, Лютер вырубает её, чтобы запереть в изолированной камере, как раньше это делал отец. Остальные протестуют против этого решения, но Лютер непреклонен. В бешенстве и с разбитым сердцем, Ваня активирует все свои тёмные силы и вырывается на свободу.                                     |                                                                                               |                 |                                    |                 |
| 10 | «Белая Скрипка» «The White Violin»                                                            | Питер Хоар      | Стив Блэкман                       | 15 февраля 2019 |
| Команде приходится спасаться бегством, когда Ваня разрушает особняк. Бен с помощью Клауса снова проявляет возможность физического контакта, спасая Диего от падающих обломков. Ваня выясняет, что Пого всегда знал о её способностях и жестоко убивает его, Грейс же не успевает покинуть особняк и погибает на глазах Диего и Клауса. Все уцелевшие собираются в боулинге, а Ваня в это время готовится к своему концерту. Номер Пять встречается с Куратором в мотеле, и осознаёт, что это отвлекающий манёвр, а на остальных в это время нападают солдаты Комиссии. Им удаётся спастись бегством, и они попадают в театр «Икар» на концерт Вани. Хейзел и Ча-Ча получают приказ защищать Ваню, но Хейзел саботирует миссию, выводя из строя свою напарницу, и возвращается в мотель, чтобы убить Куратора и спасти Агнес. Концерт начался, но у команды не получается остановить Ваню. Когда в зал врываются солдаты Комиссии и начинается паника, Клаусу удаётся создать физическую проекцию Бена, и тот убивает солдат с помощью своей силы. Эллисон выводит Ваню из строя, но её накопленная энергия вырывается наружу и разрушает Луну, чьи падающие обломки вызывают Апокалипсис на Земле. Претерпев неудачу, Номер Пять предполагает, что они используют его способности, чтобы всем вместе вернуться назад во времени и предотвратить Апокалипсис как команда. По мере того, как мир сгорает в огне, Хейзел и Агнес успевают сбежать при помощи чемодана, а члены Академии Амбрелла возвращаются назад во времени, превращаясь в подростков. |                                                                                               |                 |                                    |                 |

## Производство

### Разработка
Изначально компания Universal Studios планировала снять полнометражный фильм на основе серии комиксов «Академия Амбрелла». Изначально сценарий должен был написать Марк Бомбэк; в 2010 году стало известно, что его заменил Роусон Маршалл Тёрбер.
7 июля 2015 года стало известно, что вместо полнометражного фильма будет выпущен телесериал, производством которого займётся компания Universal Cable Productions. 11 июля 2017 года Netflix объявил о том, что заказывает игровой телесериал на основе «Академии Амбрелла», и назначил дату премьеры на 2019 год, авторы первоисточника Джерард Уэй и Габриэль Ба выступают исполнительными продюсерами. Джереми Слейтер написал сценарий пилотного эпизода, а Стив Блэкман стал шоураннером. Премьера первого сезона «Академии Амбрелла» состоялась 15 февраля 2019 года на Netflix.

### Подбор актёров
9 ноября 2017 года Netflix объявил, что Эллен Пейдж присоединилась к актёрскому составу с ролью Вани Харгривз, также известной как Белая скрипка. 30 ноября стало известно, что остальных братьев и сестёр Харгривз сыграют Том Хоппер, Дэвид Кастанеда, Эмми Рэвер-Лэмпман, Роберт Шиэн и Эйдан Галлахер. 12 февраля 2018 года Netflix объявил, что номинантка на премию «Оскар» Мэри Джей Блайдж появится в сериале в роли жестокой путешественницы во времени Ча-Ча. 16 февраля 2018 года Колм Фиори присоединился к актёрскому составу с ролью сэра Реджинальда Харгривза, приёмного отца братьев и сестёр, вместе с Кэмерон Бриттон, Адамом Годли и Эшли Мадекве. 28 февраля 2018 года Джон Магаро получил постоянную роль в сериале.

### Съёмки
Съёмочный период начался 15 января 2018 года в Торонто. Уэй опубликовал в своём Instagram изображение актёров и съёмочной группы во время процесса первой читки сценария в Торонто, нарисованное Фабио Муном. Он также поделился фотографией с первого дня на съёмочной площадке. Дополнительные съёмки прошли в городе Гамильтон.
Для театра, в котором Ваня даёт свой концерт, съёмочная группа использовала театры «Элджин» и «Уинтер-гарден». Для съёмок внешнего вида театра был использован концертный зал «Маззолени». Внешний вид поместья был отснят в Гамильтоне, в то время как внутренняя часть снималась в павильонах студии. Для сцены на улице был снят Оперный центр Джоуи и Тоби Таненбаумов, а LUINA Station — для сцены ограбления банка. Чтобы показать здание компании Meritech Prosthestics, была использована лаборатория Торонтского университета. Съёмки завершились 18 июля 2018 года.

### Визуальные эффекты
Визуальные эффекты для сериала созданы студиями SpinVFX, Weta Digital, Folks VFX, Soho VFX, Pixomondo, Deluxe VFX, Digital Film Tree, BOT VFX, Studio 8, Exceptional Minds и MARZ.

### Музыка
Альбом с музыкой к сериалу, написанной Джеффом Руссо, был выпущен 15 февраля 2019 года параллельно с премьерой первого сезона. Во время интервью он сказал, что команде нужен был профессионал, и ему хотелось, чтобы саундтрек был уместен, и поэтому не пытался слишком напирать на странные и чудовищные аспекты сериала и сюжета.
Вся музыка написана Джеффом Руссо, если не указано иное.
| №   | Название               | Длительность |
| --- | ---------------------- | ------------ |
| 1.  | «Russia 1989»          | 1:22         |
| 2.  | «Sudden Birth»         | 1:36         |
| 3.  | «Hazel and Cha Cha»    | 1:38         |
| 4.  | «The Umbrella Academy» | 5:17         |
| 5.  | «Homecoming»           | 1:50         |
| 6.  | «Klaus»                | 2:21         |
| 7.  | «Hazel and Agnes»      | 2:01         |
| 8.  | «Goodbye Dolores»      | 1:46         |
| 9.  | «The Day That Wasn't»  | 3:23         |
| 10. | «Vanya Locked Up»      | 6:10         |
| 11. | «Vanya Orchestra»      | 1:48         |
| 12. | «Vanya Orchestra»      | 1:12         |
| 13. | «Apocalypse»           | 6:27         |
| 14. | «Dancing»              | 2:40         |
| 15. | «Vanya»                | 3:11         |

| №   | Название         | Автор(ы)           | Длительность |
| --- | ---------------- | ------------------ | ------------ |
| 16. | «Stormy Weather» | Эмми Рэвер-Лэмпман | 3:24         |
| 17. | «Stay with Me»   | Мэри Джей Блайдж   | 3:26         |

## Реакция

### Просмотры аудитории
16 апреля 2019 года Netflix объявил, что в течение первого месяца после премьеры сериал посмотрело более 45 млн пользователей сервиса, при этом они видели хотя бы 70 % одного эпизода. «Академия Амбрелла» стала третьим самым популярным сериалом Netflix в 2019 году, уступая лишь «Ведьмаку» и третьему сезону «Очень странных дел».

### Отзывы критиков
На сайте-агрегаторе рецензий Rotten Tomatoes из 92 отзывов 76 % являются положительными со средней оценкой 7,2/10. Консенсус сайта гласит: «„Академия Амбрелла“ разматывает творческие нити с помощью хитрых эмоций и притягательных перспектив, но суровая чувствительность сериала порой сталкивается с показными жанровыми клише». Сайт Metacritic, выставляющий оценки по среднему арифметическому взвешенному, присвоил первому сезону 61 балл из 100 возможных на основе 22 рецензий, что указывает на «в целом благоприятные отзывы».
Некоторые критики приводили параллели между «Академией Амбрелла» и сериалом DC Universe «Роковой патруль», а также серией комиксов Marvel Comics о Людях Икс, как в положительном ключе, так и в отрицательном.

### Награды и номинации
| Год  | Премия                                         | Категория                                                  | Номинант(ы) | Результат | Источник |
| ---- | ---------------------------------------------- | ---------------------------------------------------------- | --- | --------- | -------- |
| 2019 | Teen Choice Awards                             | Лучшая актриса в научно-фантастическом или фэнтези-сериале | Эллен Пейдж | Номинация | [ 41 ]   |
| 2019 | «Сатурн»                                       | Лучший супергеройский стриминговый сериал                  | Академия Амбрелла | Номинация | [ 42 ]   |
| 2019 | «Сатурн»                                       | Лучшая актриса второго плана в стриминговом сериале        | Эллен Пейдж | Номинация | [ 42 ]   |
| 2019 | Прайм-таймовая творческая премия «Эмми»        | Лучшая художественная постановка современного сериала      | Марк Уортингтон, Мак Стилл, Джим Лэмби (за серию «Мы видимся только на свадьбах и похоронах»)                                                                     | Номинация | [ 43 ]   |
| 2019 | Прайм-таймовая творческая премия «Эмми»        | Лучшие визуальные эффекты                                  | Эверетт Берелл, Крис Уайт, Джефф Кэмпбелл, Себастьен Бергерон, Шон Шур, Стив Деллерсон, Либби Хейзел, Кэрри Ричардсон, Мисато Шинохара (за серию «Белая Скрипка») | Номинация | [ 43 ]   |
| 2019 | People's Choice Awards                         | Сериал, который смотрят запоем                             | Академия Амбрелла | Номинация | [ 44 ]   |
| 2019 | People's Choice Awards                         | Научно-фантастический сериал / фэнтези-сериал 2019         | Академия Амбрелла | Номинация | [ 44 ]   |
| 2019 | MTV Movie & TV Awards                          | Лучший музыкальный момент                                  | «I Think We’re Alone Now» | Номинация | [ 45 ]   |
| 2020 | Общество специалистов по визуальным эффектам   | Выдающийся анимационный персонаж в эпизоде или реалити-шоу | Эйдан Мартин, Крейг Янг, Оливер, Байерлейн, Лорен Эрвей (за пилотную серию; Пого)                                                                                 | Номинация | [ 46 ]   |
| 2020 | Американское общество специалистов по кастингу | Пилотная серия и первый сезон — драма                      | Джуни Лоури Джонсон, Либби Голдштейн, Эйприл Вебстер, Робин Д. Кук, Саманта Гаррабрант, Джош Ропике и Джонатан Оливейра                                           | Номинация | [ 47 ]   |
| 2020 | Гильдия художников-постановщиков               | Часовой современный сериал                                 | Марк Уортингтон (за серию «Мы видимся только на свадьбах и похоронах»)                                                                                            | Победа    | [ 48 ]   |

## Комментарии
1. 1 2 3 4 5 6  В первых двух сезонах актёр был обозначен как Эллен Пейдж, однако в течение недели после того, как Пейдж объявил о смене имени в декабре 2020 года, Netflix изменил имя Эллен на Эллиота в титрах этих сезонов, а также других проектов из своей библиотеки с участием актёра[1], в том числе фильмов «Таллула[англ.]» (2016) и «Коматозники» (2017) и мини-сериала «Городские истории[англ.]» (2019)[2].